# Marion Becker
Marion Becker, född den 21 januari 1950 i Hamburg, är en tysk tidigare friidrottare inom spjutkastning.
Hon tog OS-silver i spjutkastning vid friidrottstävlingarna 1976 i Montréal. 